# Toekomst
De toekomst is de tijd die na het huidige moment komt. Het tegengestelde hiervan is het verleden. Dat is de tijd die voor het heden was. Het snijpunt van verleden en toekomst is het nu. Een mogelijke definitie gebaseerd op de tweede hoofdwet van de thermodynamica luidt: De tijdsrichting waarin de entropie van een geïsoleerd macroscopisch systeem toeneemt is de toekomst.

## Determinisme
Volgens sommige opvattingen is de toekomst reeds voor ons bepaald (door een hoger wezen of oerkracht), al dan niet vastgelegd in de sterren. De gangbare wetenschappelijke opinie is echter dat we een zekere invloed kunnen uitoefenen op sommige toekomstige gebeurtenissen. Hoewel de toekomst nog niet bestaat en (in bepaalde mate) onzeker is, kunnen we er wel nuttige uitspraken over doen. De opvatting dat de toekomst vastlag was overigens ook in de 18e-eeuwse natuurwetenschappen aanwezig en stond bekend als determinisme. Dit sproot voort uit de newtoniaanse mechanica, waarin de toekomst volledig bepaald zou zijn door de beginposities en -snelheden van alle deeltjes waaruit het heelal bestond. Latere ontwikkelingen, onder meer in de kwantummechanica, met name de onzekerheidsrelatie van Heisenberg, toonden aan dat deze theorie niet houdbaar was. Los daarvan kan ook vanuit de informatica aangetoond worden dat de stelling van het determinisme niet houdbaar is: Om de toekomst te berekenen met een snelheid die hoger is dan de werkelijke evolutie in de tijd zou een computer nodig zijn die veelomvattender was dan het gehele heelal.

## Sciencefiction
In sciencefiction wordt meestal over de toekomst geschreven en gefantaseerd over hoe de wereld er dan uitziet. Soms kan men via een denkbeeldige tijdmachine naar de toekomst reizen. De beelden die men in sciencefiction over de toekomst schetst zijn meestal projecties van het heden op de toekomst en ze worden ook beperkt door het kennisniveau ten tijde van het schrijven ervan:
- In de tijd van de Koude Oorlog verschenen veel verhalen over een mogelijke toekomst die een kernoorlog of derde wereldoorlog beschreven en de wereld die daarna zou ontstaan.[bron?]
- In het heden, dat door sommigen het informatietijdperk wordt genoemd, worden veel verhalen geschreven over de gevaren en mogelijkheden van computers, kunstmatige intelligentie en de mogelijke versmelting van de mens met zijn technologie (zie Cyberpunk).[bron?]

Zie verder Toekomstroman.